# Anna Russell
Anna Russell, född Worsley i november 1807 i Bristol, död 11 november 1876 i Kenilworth, var en brittisk botaniker. Hon var medlem av Botanical Society of Britain and Ireland. Russell intresserade sig bland annat för bladmossor och svampar.
Auktorsnamnet A.W.Russell kan användas för Anna Russell i samband med ett vetenskapligt namn inom botaniken; se Wikipediaartiklar som länkar till auktorsnamnet.

## Biografi
Anna föddes i Arno's Vale, Bristol, i november 1807. Hon var en av minst sju barn till Philip John Worsley, som var en sockerraffinadör. Hennes familj var unitarier och flera av dem hade vetenskapliga intressen; som barn uppmuntrades hennes intresse inom naturhistoria.